# Castell Blanc
El castell Blanc (àrab: برج صافيتا, Burj Ṣāfītā, literalment ‘Torre de Safita’) és un castell croat situat a Safita, una ciutat siriana entre Tartus i Trípoli, a les muntanyes interiors. Va ser construït pels templers a sobre d'unes fortificacions preexistents. Aquesta torre no era l'única fortificació de la ciutat de Safita, però és l'única que ha sobreviscut al període de les croades, i fins i tot va resistir el terratrèmol de 1202. Situat al turó més alt dels tres de Safita, la fortalesa ofereix una visió extraordinària sobre els camps que l'envolten.

## Història
Després que els templers se n'apoderessin el 1110, el van engrandir i el van considerar un dels quarters principals per a la defensa del comtat de Trípoli.

## Descripció del monument

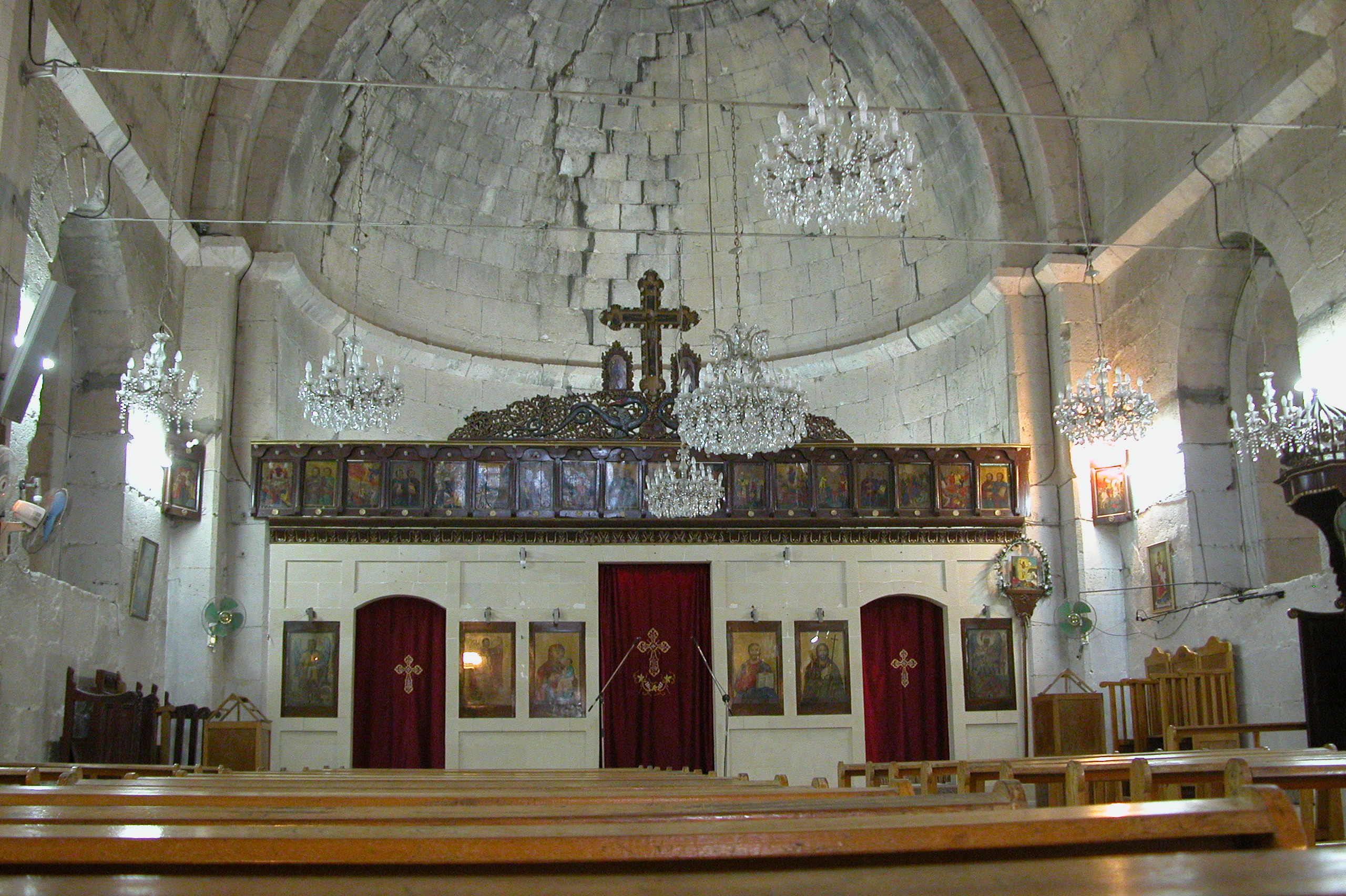
La capella

Amb unes dimensions de 18 per 31 metres, el castell Blanc fa 28 metres d'alçada. Els dos pisos de l'estructura es van construir en calcària i els terres es van cobrir amb enormes plaques de pedra. La capella, dedicada a sant Miquel, ocupa la planta baixa, s'eleva fins a disset metres i fa trenta-un metres de llargada. En el segon pis hi ha moltes finestres petites, usades pels arquers. En aquest pis es pot accedir per una rampa d'escales en part destruïda. El sostre de la torre se sosté per diverses columnes molt robustes. El campanar, enganxat al mur occidental, es pot escoltar a una distància de cinc quilòmetres. Per una altra escalinata que hi ha en el segon pis es pot arribar al teulat de la torre, on es poden veure les muntanyes de la rodalia, algunes ja al Líban i també es pot veure la ciutat de Trípoli, el mar Mediterrani i el Krak dels Cavallers.

## Estat de conservació
Durant el mandat francès de Síria (1920-1946) es van fer obres de renovació del castell, però que van ser discutides pels veïns dels voltants.